# Europe des Six
Cet article court présente un sujet plus développé dans : Élargissement de l'Union européenne.

En bleu, les États membres de l'Europe des Six (entre 1957 et 1973)

L’expression Europe des Six, simplifiée les Six, désigne l’ensemble des États fondateurs des différentes Communautés devenues par la suite l'Union européenne. Cette expression a été utilisée de 1951, date de la fondation de la Communauté européenne du charbon et de l'acier, à 1973, date du premier élargissement des Communautés européennes.

## Entre 1957 et 1973
Il s’agit de l'Allemagne, de la Belgique, de la France, de l'Italie, du Luxembourg et des Pays-Bas.
Les considérant d'un autre point de vue, les Britanniques parlaient alors des Inner Six (les six de l'intérieur) par opposition aux Outer Seven (les sept de l'extérieur) qui avaient rejoint l'AELE : Autriche, Danemark, Norvège, Portugal, Royaume-Uni, Suède et Suisse. La Norvège avait la même expression, de Indre seks.

## Sources